# 危地馬拉國家足球協會
危地馬拉國家足球協會是專門管轄危地馬拉足球事務的組織。危地馬拉國家足球協會成立於1919年，並在1946年加入國際足協。此外，它還是中北美洲及加勒比海足球協會和中美洲足球聯盟的成員之一。

## 外部連結
- 官方網頁（页面存档备份，存于）
- 國際足協網頁 （页面存档备份，存于）